# Exoprosopa hyalipennis
Exoprosopa hyalipennis är en tvåvingeart som beskrevs av Cole 1923. Exoprosopa hyalipennis ingår i släktet Exoprosopa och familjen svävflugor. Inga underarter finns listade i Catalogue of Life.